# Bisanhalli, Shiggaon
Bisanhalli là một làng thuộc tehsil Shiggaon, huyện Haveri, bang Karnataka, Ấn Độ.